# Crazy Missy
Crazy Missy, est une auteure-compositrice-interprète rappeuse tchadienne de son vrai nom Dénémadji Victorine Didjitha. Elle a fait ses premiers pas dans la musique à l'âge de 12 ans sous le pseudonyme Vicky’s.

## Biographie
Crazy Missy est l’une des rares rappeuses du Tchad,. Surnommée la reine du rap game tchadien, elle opte pour un rap aux accents soul, pop et afro-beats. Elle commence sa carrière musicale en 2009, en écrivant ses premier textes et en participant à sa première compétition de musique, ‘Top star’. En 2010, elle part étudier au Mali et elle sort un maxi single chez Faraho production avec le rappeur Dogg Faddah. Un an plus tard, en 2011, Crazy Missy sort un autre single avec Brainy Mixes à Accra au Ghana. Elle arrive au Cameroun en 2012 pour poursuivre ses études et, l'année suivante, est détectée par l’un des labels au Tchad, Preston Concept pour intégrer la Team PCR. 
En 2020, elle sort son premier album solo dénommé " Femme battante " en collaboration avec d'anciens rappeurs tchadiens. Elle est l'invitée de Couleur tropical le 4 juin 2022, alors qu'elle prépare son EP suivant. Cet EP, intitulé Denemadji, sort en septembre 2024.

## Single
- Trop loin[11]
- Nolimit[12]
- Dans mon eeh
- Draguer-briser
- Amè may
- Tombé feat Lyguy[13]